# Trio per a piano núm. 2 (Brahms)
El Trio per a piano núm. 2 en do major, Op. 87, de Johannes Brahms fou compost entre 1880 i 1882. Està instrumentat per a piano, violí i violoncel. Fou estrenat en un concert de música de la cambra a Frankfurt el 29 de desembre de 1882; l'interpretaren membres del Joachim Quartet i el mateix Brahms al piano, tres setmanes després que Brahms estrenés el seu «Gesang der Parzen» a Basilea.
El trio consta de quatre moviments:
1. Allegro moderato. En do major. Formalment està organitzat en la forma sonata.
2. Andante con moto. En la menor. És un tema i variacions.
3. Scherzo: Presto - Trio: Poco meno presto. En do menor. Presenta un tercera picarda.
4. Finale: Allegro giocoso. En do major. Està en la forma sonata.

Una actuació típica dura més o menys 29 minuts.

## Referències

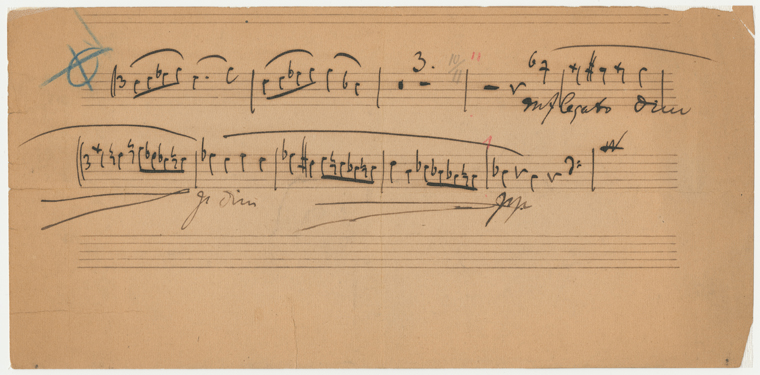
Autògraf del Trio per a piano núm. 2, op. 87 (fragment)